# Joseph John Thomson
Sir Joseph John Thomson, PRS, angleški fizik škotskega rodu, * 18. december 1856, Cheetham Hill pri Manchestru, Anglija, † 30. avgust 1940, Cambridge.

## Življenje in delo
Thomson je leta 1897, dve leti po odkritju rentgenskih žarkov, postavil domnevo, da so tako imenovani »katodni žarki«, ki izhajajo iz katode katodne cevi, negativno nabiti delci, ki jih je imenoval »korpuskule«. Danes te delce poznamo pod imenom elektroni, in predstavljajo prve odkrite pod-atomske delce. Odkritje elektrona je obenem pomenilo, da je atom deljiv.
Leta 1904 je Thompson postavil tudi prvi model atoma. Z njim je atom predstavil kot kroglo s polmerom 10−10 m, v kateri je pozitivni naboj zvezno porazdeljen, negativnega pa predstavljajo elektroni, ki v snovi s pozitivnim nabojem tičijo kot rozine v potici. Thomsonov model atoma lahko razloži obstoj pozitivnega naboja in elektronov v atomu in izbitje elektronov iz atoma (npr. pri fotoelektričnem pojavu), odpove pa pri razlagi spektra vodikovega atoma in pri razlagi Rutherfordovega poskusa s sipanjem delcev alfa na atomih, kjer so opazili, da se delež vpadlih delcev siplje tudi pod zelo velikimi koti.

## Priznanja

### Nagrade
Kraljeva družba iz Londona je Thomsonu leta 1894 podelila svojo kraljevo medaljo. Leta 1906 je prejel Nobelovo nagrado za fiziko, leta 1914 pa Copleyjevo medaljo Kraljeve družbe.